# DJI Sky City
DJI Sky City (en chino: 大疆天空之城, en piyín: Dàjiāng tiānkōng zhī chéng) es la sede corporativa de la empresa tecnológica china DJI. Ubicado en Nanshan, Shenzhen, China, el complejo de edificios sirve como laboratorio y espacio de oficinas para la empresa. El edificio fue diseñado por Foster + Partners y construido por China State Construction Engineering. Su construcción comenzó en 2017 y terminó en 2022.
El complejo consta de dos edificios tipo torre, cada uno con un núcleo central con grandes volúmenes en voladizo, múltiples bloques de vidrio que sobresalen están suspendidos asimétricamente en los laterales.  Los rascacielos tienen una altura de 195 y 213 metros respectivamente, y están unidos por un puente colgante al aire libre a 100 metros sobre el suelo. La torre más alta tiene oficinas y laboratorios, y la más pequeña solamente oficinas.
Obtuvieron tres premios en la edición de 2023 de los CTBUH Skyscraper Awards: «Reconocimiento Especial», «Mejor Edificio de entre 200 y 299 metros», y «Mejor Edificio de Asia».